# Stillingia querceticola
Stillingia querceticola là một loài thực vật có hoa trong họ Đại kích. Loài này được McVaugh miêu tả khoa học đầu tiên năm 1995.